# Гэн Падова
Гэн Падова (англ. Gen Padova; род. 2 августа 1981 года) — американская порноактриса
.

## Биография
Падова — итало-американка, родилась и выросла в Южной Калифорнии. Она закончила Калифорнийский университет в Лос-Анджелесе со степенью бакалавра биохимии и бакалавра искусств по специальности изобразительные искусства. По окончании университета она четыре года обучалась натуропатии. Падова — сертифицированный специалист по пилатесу, йоге и лицензированный массажист, специализирующийся на реабилитационной терапии .
В 2000 году Падова впервые снялась в порнофильме студии Fat Dog Productions в соло-сцене, будучи девственницей. После чего продолжила сниматься в похожих сценах разных студий, а через три месяца снялась в первой гетеросексуальной сцене в фильме Extreme Teen 26. Первым фильмом, в котором она исполнила анальную сцену, стал Penetration Virgins 15: D.P Initiation, где она также исполнила двойное проникновение.
По данным на 2020 год, Гэн Падова снялась в 248 порнофильмах.
Гэн Падова — племянница рок-музыканта Ронни Джеймса Дио.

## Премии и номинации
- 2003 номинация на XRCO Award — невоспетая сирена
- 2004 номинация на XRCO Award — невоспетая сирена
- 2004 номинация на AVN Award — лучшая лесбийская сцена, видео (Double Booked — вместе с Феликс Вишес)[8]
- 2005 номинация на XRCO Award — невоспетая сирена[9]